# Шатонеф (Златна обала)
Шатонеф (фр. Châteauneuf) насеље је и општина у источном делу централне Француске у региону Бургоња, у департману Златна обала која припада префектури Бон.
По подацима из 2011. године у општини је живело 82 становника, а густина насељености је износила 8,15 становника/km². Општина се простире на површини од 10,06 km². Налази се на средњој надморској висини од 475 метара (максималној 542 m, а минималној 342 m).

## Демографија
| 1962. | 1968. | 1975. | 1982. | 1990. | 1999. | 2011. |
| ----- | ----- | ----- | ----- | ----- | ----- | ----- |
| 61    | 66    | 63    | 62    | 63    | 83    | 82    |

График промене броја становника у току последњих година